# 1. FC Sarrebruck
Maillots
Actualités
Dernière mise à jour : 12 mai 2025.
Le 1. FC Sarrebruck (1. FC Saarbrücken) est un club allemand de football basé dans la ville de Sarrebruck (Sarre) et qui évolue en 3.Liga depuis la saison 2020-2021. Ce dernier fait partie des clubs fondateurs de la Bundesliga en 1963.
Le club sarrois possède une section féminine qui dispute la Frauen Bundesliga.

## Historique

### Dates repères
- 1903 : fondation du club sous le nom de TV 1876 Malstatt
- 1907 : le club est renommé FV Malstatt-Burbach
- 1909 : le club est renommé FV Sarrebruck
- 1945 : fermeture du club et refondation du club sous le nom de 1. FC Sarrebruck
- 1948 : participation au championnat de Division 2 française
- 1957 : demi-finaliste de DFB-Pokal face au FC Bayern Münich
- 1958 : demi-finaliste de DFB-Pokal face au VfB Stuttgart
- 1955 : première participation à une Coupe d'Europe (C1) face à l'AC Milan
- 1963 : première participation à la Bundesliga et membre des clubs fondateurs du championnat
- 1976 : champion de 2.Bundesliga pour la première fois de son histoire
- 1985 : demi-finaliste de DFB-Pokal face au KFC Uerdingen 05
- 1992 : champion de 2.Bundesliga pour la deuxième fois de son histoire
- 1995 : première descente de son histoire en Regionalliga West-Südwest
- 2007 : première descente de son histoire en Oberliga Südwest
- 2020 : 1er club de quatrième division à se qualifier pour les demi-finales de la DFB Pokal et remontée en 3. Liga
- 2024 : demi-finaliste de DFB-Pokal face au 1.FC Kaiserslautern

### Fondation (1903 - 1945)
Le club a été fondé le 18 avril 1903 dans le quartier de Malstatt à Sarrebruck en tant que section de football sous le nom de TV 1876 Malstatt. Après la scission du département de football, il fut refondé en 1907 sous le nom de FV Malstatt-Burbach. Le 1er avril 1909, le club est rebaptisé FV Saarbrücken. Après la dissolution du club (formé avec le SC Altenkessel de 1943 à 1945) durant la Seconde Guerre mondiale, le 25 novembre 1945, le club est refondé le même jour sous son nom actuel, le 1.FC Saarbrücken.

### L'affaire sarroise (1945 - 1950)
Après la Seconde Guerre mondiale, le statut de la Sarre reste flou, et certains membres du gouvernement français rêvent d'annexion. Le football joue un rôle important dans cette affaire car les autres disciplines refusent longtemps les oppositions franco-allemandes. À partir de 1948, les rencontres sportives franco-allemandes reprennent avec la bénédiction du Bureau des Sports. Ces matches ont, dans un premier temps, lieu uniquement en Sarre ; la venue de sportifs allemands en France reste encore problématique face à une opinion publique défavorable. La Sarre joue alors un rôle d'intermédiaire.
En 1948, le FC Sarrebruck est invité à rencontrer l'exempt de chaque journée de Division 2 en 1948–1949 (19 clubs cette saison-là) en match amical. Les clubs français alignent généralement leurs réserves à l'occasion de ces rencontres même pas annoncées dans les médias. France Football n'annonce ainsi ni les matches, ni les résultats et le classement de Division 2 publié chaque semaine par FF ne prend pas en compte Sarrebruck. Certaines sources modernes précisent que Sarrebruck est « champion non officiel »,.
Le FC Sarrebruck demande son affiliation à la Fédération française de football le 7 juin 1949. Cette demande soutenue par le président de la FFF Jules Rimet et par le gouvernement français est rejetée par les clubs professionnels et nombre de ligues régionales. Le gouvernement français soutient également cette requête visant à intégrer l'ensemble du football sarrois à la FFF. Le conseil fédéral de la FFF donne son accord le 20 juin. Outre les réactions attendues des clubs alsaciens et mosellans, c'est l'ensemble des clubs professionnels français qui s'oppose à cette intégration de la Sarre. Le conseil fédéral du 23 juillet donne ainsi une quasi-unanimité contre l'intégration de la Sarre et du FC Sarrebruck, pourtant jugé d'« intérêt national » par le gouvernement français. Jules Rimet, qui admet plus tard avoir privilégié la politique au sport dans ce dossier, est contraint de quitter ses fonctions de président de la FFF et est remplacé par Emmanuel Gambardella, également président de la Ligue.
Sarrebruck prend part en 1949-1950 au tournoi international amical de l'Internationaler Saarland Pokal puis intègre la ligue de la Sarre qui est reconnue comme Fédération de la Sarre par la FIFA en 1950 avant son intégration à la Fédération d'Allemagne.

### L'âge d'or du club (1950-1964)
Le 1.FC Saarbrücken devient rapidement un des grands clubs de l'Allemagne de l'Ouest avec un titre de champion de Oberliga Südwest en 1961 et enchaîne les saisons dans le haut de classement du championnat. Le club se hisse deux fois en demi-finale du DFB-Pokal lors de la saison 1957 et 1958 face au FC Bayern Münich et au VfB Stuttgart.
En 1963, le club devient membre fondateur de la Bundesliga, le championnat de football allemand, mais Saarbrücken termine 16e du championnat et se retrouve donc relégué en deuxième division, la Regionalliga Südwest.

### Club de seconde zone (1965-1995)
À l'issue de sa première saison en Bundesliga, le club reste durant sept saisons en Regionalliga Südwest avant d'enchaîner deux saisons de Bundesliga de 1976 à 1978 et réalisant par la même occasion la meilleure saison de son histoire dans le championnat avec une 14e place à l'issue de la saison 1976-1977.
Malgré une belle performance lors de la saison 1984-1985 en DFB-Pokal en atteignant la demi-finale de la compétition face au KFC Uerdingen 05, le club reste durant les années 80 un club de seconde division, faisant une nouvelle fois l'ascenseur lors de la saison 1985-1986 ou lors de la saison 1992-1993.
C'est à l'issue de la saison 1994-1995 en 2.Bundesliga que le club se voit relégué pour la première fois de son histoire en troisième division.

### Descente aux enfers (1996-2020)
Entre février 2016 et l'été 2018, le Hermann-Neuberger-Stadion de la ville voisine de Völklingen devient le nouvel antre à domicile du FC Sarrebruck en attendant la rénovation du Ludwigspark.
Le 5 mars 2016, le club dispute son premier match au Hermann-Neuberger-Stadion, avec à la clé une victoire 1-0 contre le FK Pirmasens.

### Remontée en 3.Liga (depuis 2020)
Le 3 mars 2020, le club s'impose en quart de finale contre le Fortuna Düsseldorf et devient ainsi le premier club de quatrième division à se qualifier pour les demi-finales du DFB Pokal.
Pour la saison 2020-2021, le 1.FC Saarbrücken retrouve le monde professionnel après avoir passé six années en Regionalliga. Des retrouvailles plutôt positives puisque le club finit la saison à une belle cinquième place.
Lors de la saison 2022-2023, le club passe une bonne partie de la saison sur le podium et est en bonne position pour jouer la montée. Lors de la 38e et dernière journée du championnat, le club prend les trois points contre le FC Viktoria Köln pendant que le VfL Osnabrück est en train de perdre face à la réserve du Borussia Dortmund, et croit alors finir à la quatrième place synonyme de barrage (la réserve du SC Fribourg ne pouvant pas monter). Mais c'était sans compter sur 2 buts du VfL Osnabrück à la 90+4 et 90+6, condamnant Saarbrück à la cinquième place pour un point.
Le 1er novembre 2023, alors en 3.Liga, le club parvient à créer un immense exploit en DFB Pokal en éliminant le FC Bayern Munich (victoire 2-1) au stade des seizièmes de finale. Sur sa lancée, le club battra l'Eintracht Frankfurt sur le score de 2-0 en huitièmes de finale. Le 12 mars 2024, Sarrebruck affronte le Borussia Mönchengladbach lors des quarts de finale et crée une nouvelle fois la surprise en s'imposant sur le score de 2 buts à 1. Le 2 avril 2024, il affronte le 1. FC Kaiserslautern dans un derby électrique en demi-finale de la compétition et se fait éliminer sur le score de 2 buts à 0 par le grand rival.

## Palmarès
Le tableau suivant récapitule les performances du 1.FC Saarbrücken dans les différentes compétitions officielles allemandes.
| Compétitions nationales | Compétitions internationales                                                     |
| --- | -------------------------------------------------------------------------------- |
| - 1.Bundesliga - Meilleure performance : 14e en 1977 - DFB-Pokal - Meilleure performance : Demi-finaliste en 1957, 1958, 1985, 2020 et 2024 - 2.Bundesliga (2) - Vainqueur de groupe : 1976 et 1992 - Regionalliga Südwest (3) - Champion : 2010, 2018 et 2020 Anciennes compétitions - Oberliga Sudwëst (2) - Champion : 1952 et 1961 - Vice-champion : 1957 | - Coupe des clubs champions européens - Meilleure performance : 1er tour en 1956 |

## Bilan saison par saison
Le tableau ci-dessous récapitule le bilan saison par saison du 1.FC Saarbrücken depuis sa création,.
| Saison       | Div.                               | Cl.       | MJ | V  | N  | D  | BP  | BC | Coupe d'Allemagne  |
| ------------ | ---------------------------------- | --------- | -- | -- | -- | -- | --- | -- | ------------------ |
| 1945-46      | Oberliga Südwest-Nord              | 1er       | 18 | 15 | 1  | 2  | 67  | 16 | -                  |
| 1946-47      | Oberliga Südwest-Nord              | 3e        | 14 | 7  | 2  | 5  | 30  | 20 | -                  |
| 1947-48      | Oberliga Südwest-Nord              | 2e        | 26 | 20 | 3  | 3  | 73  | 22 | -                  |
| 1948-49      | Division 2 (France)                | N/C (1er) | -  | -  | -  | -  | -   | -  | -                  |
| 1949-50      | Internationaler Saarlandpokal (de) | -         | -  | -  | -  | -  | -   | -  | -                  |
| 1950-51      | Internationaler Saarlandpokal (de) | -         | -  | -  | -  | -  | -   | -  | -                  |
| 1951-52      | Oberliga Südwest                   | 1er       | 30 | 23 | 4  | 3  | 80  | 27 | -                  |
| 1952-53      | Oberliga Südwest                   | 3e        | 30 | 22 | 2  | 6  | 89  | 39 | 1er tour           |
| 1953-54      | Oberliga Südwest                   | 5e        | 30 | 14 | 6  | 10 | 80  | 53 | -                  |
| 1954-55      | Oberliga Südwest                   | 3e        | 30 | 18 | 5  | 7  | 82  | 51 | 1er tour           |
| 1955-56      | Oberliga Südwest                   | 3e        | 30 | 17 | 5  | 8  | 88  | 53 | -                  |
| 1956-57      | Oberliga Südwest                   | 2e        | 30 | 19 | 3  | 8  | 91  | 41 | Demi-finale        |
| 1957-58      | Oberliga Südwest                   | 8e        | 30 | 14 | 3  | 13 | 65  | 54 | Demi-finale        |
| 1958-59      | Oberliga Südwest                   | 4e        | 30 | 17 | 4  | 9  | 85  | 55 | -                  |
| 1959-60      | Oberliga Südwest                   | 3e        | 30 | 14 | 11 | 5  | 65  | 39 | -                  |
| 1960-61      | Oberliga Südwest                   | 1er       | 30 | 19 | 4  | 7  | 71  | 40 | Huitième de finale |
| 1961-62      | Oberliga Südwest                   | 3e        | 30 | 18 | 6  | 6  | 79  | 44 | Quart de finale    |
| 1962-63      | Oberliga Südwest                   | 5e        | 30 | 17 | 6  | 7  | 80  | 41 | Quart de finale    |
| 1963-64      | Bundesliga                         | 16e       | 30 | 6  | 5  | 19 | 44  | 72 | Quart de finale    |
| 1964-65      | Regionalliga Südwest               | 1er       | 34 | 27 | 4  | 3  | 92  | 33 | -                  |
| 1965-66      | Regionalliga Südwest               | 2e        | 30 | 18 | 4  | 8  | 89  | 40 | 1er tour           |
| 1966-67      | Regionalliga Südwest               | 2e        | 30 | 21 | 2  | 7  | 77  | 31 | 1er tour           |
| 1967-68      | Regionalliga Südwest               | 5e        | 30 | 12 | 10 | 8  | 55  | 37 | -                  |
| 1968-69      | Regionalliga Südwest               | 3e        | 30 | 17 | 7  | 6  | 71  | 28 | -                  |
| 1969-70      | Regionalliga Südwest               | 6e        | 30 | 12 | 8  | 10 | 47  | 31 | -                  |
| 1970-71      | Regionalliga Südwest               | 4e        | 30 | 16 | 7  | 7  | 61  | 39 | -                  |
| 1971-72      | Regionalliga Südwest               | 12e       | 30 | 10 | 6  | 14 | 34  | 42 | -                  |
| 1972-73      | Regionalliga Südwest               | 13e       | 30 | 7  | 10 | 13 | 37  | 49 | -                  |
| 1973-74      | Regionalliga Südwest               | 2e        | 30 | 19 | 5  | 6  | 59  | 27 | -                  |
| 1974-75      | 2. Bundesliga Süd                  | 7e        | 38 | 15 | 11 | 12 | 72  | 52 | 1er tour           |
| 1975-76      | 2. Bundesliga Süd                  | 1er       | 38 | 23 | 11 | 4  | 66  | 28 | 1er tour           |
| 1976-77      | Bundesliga                         | 14e       | 34 | 9  | 11 | 14 | 43  | 55 | 2e tour            |
| 1977-78      | Bundesliga                         | 17e       | 34 | 6  | 10 | 18 | 39  | 70 | 1er tour           |
| 1978-79      | 2. Bundesliga Süd                  | 8e        | 38 | 15 | 11 | 12 | 70  | 58 | 2e tour            |
| 1979-80      | 2. Bundesliga Süd                  | 5e        | 40 | 21 | 5  | 14 | 69  | 56 | 1er tour           |
| 1980-81      | 2. Bundesliga Süd                  | 17e       | 38 | 10 | 8  | 20 | 43  | 61 | 2e tour            |
| 1981-82 (de) | Oberliga Südwest                   | 3e        | 40 | 24 | 7  | 9  | 81  | 39 | 1er tour           |
| 1982-83 (de) | Oberliga Südwest                   | 1er       | 38 | 31 | 4  | 3  | 124 | 30 | -                  |
| 1983-84      | 2. Bundesliga                      | 10e       | 38 | 14 | 10 | 14 | 61  | 69 |                    |
| 1984-85      | 2. Bundesliga                      | 3e        | 38 | 21 | 7  | 10 | 70  | 41 | Demi-finale        |
| 1985-86      | Bundesliga                         | 17e       | 34 | 6  | 9  | 19 | 39  | 68 | 2e tour            |
| 1986-87      | 2. Bundesliga                      | 15e       | 38 | 10 | 14 | 14 | 53  | 71 | 2e tour            |
| 1987-88      | 2. Bundesliga                      | 13e       | 38 | 12 | 10 | 16 | 57  | 67 | 1er tour           |
| 1988-89      | 2. Bundesliga                      | 3e        | 38 | 17 | 12 | 9  | 53  | 43 | Huitième de finale |
| 1989-90      | 2. Bundesliga                      | 3e        | 38 | 15 | 16 | 7  | 58  | 33 | 2e tour            |
| 1990-91      | 2. Bundesliga                      | 5e        | 38 | 15 | 14 | 9  | 47  | 30 | Huitième de finale |
| 1991-92      | 2. Bundesliga Süd                  | 1er       | 32 | 15 | 12 | 5  | 52  | 30 | 2e tour            |
| 1992-93      | Bundesliga                         | 18e       | 34 | 5  | 13 | 16 | 37  | 71 | 2e tour            |
| 1993-94      | 2. Bundesliga                      | 14e       | 38 | 14 | 9  | 15 | 58  | 69 | 3e tour            |
| 1994-95      | 2. Bundesliga                      | 7e        | 34 | 11 | 13 | 10 | 45  | 43 | Huitième de finale |
| 1995-96      | Regionalliga West-Südwest          | 7e        | 36 | 16 | 7  | 13 | 64  | 48 | 1er tour           |
| 1996-97      | Regionalliga West-Südwest          | 3e        | 34 | 17 | 10 | 7  | 64  | 38 | -                  |
| 1997-98      | Regionalliga West-Südwest          | 4e        | 34 | 18 | 5  | 11 | 70  | 43 | 2e tour            |
| 1998-99      | Regionalliga West-Südwest          | 5e        | 32 | 15 | 8  | 9  | 53  | 38 | 1er tour           |
| 1999-00      | Regionalliga West-Südwest          | 1er       | 36 | 23 | 8  | 5  | 69  | 22 | 2e tour            |
| 2000-01      | 2. Bundesliga                      | 8e        | 34 | 14 | 8  | 12 | 48  | 59 | 1er tour           |
| 2001-02      | 2. Bundesliga                      | 16e       | 34 | 6  | 7  | 21 | 30  | 74 | 1er tour           |
| 2002-03      | Regionalliga Süd                   | 6e        | 36 | 15 | 12 | 9  | 43  | 38 | 1er tour           |
| 2003-04      | Regionalliga Süd                   | 3e        | 34 | 13 | 14 | 7  | 53  | 44 | -                  |
| 2004-05      | 2. Bundesliga                      | 12e       | 34 | 11 | 7  | 16 | 44  | 50 | 1er tour           |
| 2005-06      | 2. Bundesliga                      | 16e       | 34 | 11 | 5  | 18 | 37  | 63 | 2e tour            |
| 2006-07      | Regionalliga Süd                   | 15e       | 34 | 10 | 12 | 12 | 52  | 50 | 2e tour            |
| 2007-08 (de) | Oberliga Südwest                   | 5e        | 34 | 19 | 8  | 7  | 70  | 34 | -                  |
| 2008-09 (de) | Oberliga Südwest                   | 1er       | 34 | 25 | 6  | 3  | 94  | 23 | -                  |
| 2009-10      | Regionalliga West                  | 1er       | 32 | 19 | 8  | 5  | 48  | 31 | -                  |
| 2010-11      | 3. Liga                            | 6e        | 38 | 17 | 8  | 13 | 61  | 51 | -                  |
| 2011-12      | 3. Liga                            | 10e       | 38 | 13 | 15 | 10 | 61  | 51 | 1er tour           |
| 2012-13      | 3. Liga                            | 11e       | 38 | 12 | 9  | 17 | 52  | 62 | 1er tour           |
| 2013-14      | 3. Liga                            | 20e       | 38 | 8  | 8  | 22 | 38  | 63 | Huitième de finale |
| 2014-15      | Regionalliga Südwest               | 2e        | 34 | 21 | 6  | 7  | 51  | 27 |                    |
| 2015-16      | Regionalliga Südwest               | 7e        | 34 | 15 | 9  | 10 | 48  | 36 |                    |
| 2016-17      | Regionalliga Südwest               | 3e        | 36 | 21 | 6  | 9  | 61  | 42 |                    |
| 2017-18      | Regionalliga Südwest               | 1er       | 36 | 25 | 7  | 4  | 92  | 32 |                    |
| 2018-19      | Regionalliga Südwest               | 2e        | 34 | 20 | 7  | 7  | 77  | 35 |                    |
| 2019-20      | Regionalliga Südwest               | 1er       | 23 | 18 | 1  | 4  | 52  | 18 | Demi-finale        |
| 2020-21      | 3. Liga                            | 5e        | 38 | 16 | 11 | 11 | 66  | 51 |                    |
| 2021-22      | 3. Liga                            | 7e        | 36 | 14 | 11 | 11 | 50  | 44 |                    |
| 2022-23      | 3. Liga                            | 5e        | 38 | 20 | 9  | 9  | 64  | 39 |                    |
| 2023-24      | 3. Liga                            | 5e        | 38 | 15 | 15 | 8  | 60  | 43 | Demi-finale        |
| 2024-25      | 3. Liga                            | 3e        | 38 | 18 | 11 | 9  | 59  | 47 | 1er tour           |
| 2025-26      | 3. Liga                            | –         | –  | –  | –  | –  | –   | –  | à venir            |

## Personnalités

### Staff
| Nationalité | Nom             | Fonction               |
| ----------- | --------------- | ---------------------- |
|             | Alois Schwartz  | Entraineur             |
|             | Bernd Heemsoth  | Entraineur Adj.        |
|             | Heinz Böhmann   | Entraineur Adj.        |
|             | Michael Weirich | Entraineur de gardiens |
|             | Christoph Fuhr  | Entraîneur Athlétique  |

### Anciens joueurs
- Jonathan Akpoborie
- Chadli Amri
- Rüdiger Abramczik
- Andreas Brehme
- Edmund Conen
- Mike Frantz
- Tim Schreiber
- Luca Kerber
- Mustapha Hadji
- Felix Magath
- Dieter Müller
- / Waldemar Philippi
- Michael Preetz
- Hannes Reinmayr
- Jean-Philippe Séchet
- Philipp Wollscheid
- Eric Wynalda
- Anthony Yeboah

## Supporters

### Amitiés
Les ultras du 1.FC Saarbrücken et plus particulièrement du Supporters Club 95 (SC’95) sont amis depuis 1998 avec ceux de l'AS Nancy-Lorraine. Des amitiés avec le Fortuna Düsseldorf et le SV Austria Salzburg existent aussi.

### Rivalités
La plus grande rivalité du 1.FCS est celle face au 1.FC Kaiserslautern, séparé seulement de 68km, bien que sur le plan historique, en matière de palmarès et sur les rencontres, le 1.FCK domine largement les débats. La rencontre est toujours chaude même du côté de la frontière française car les ultras de Saarbrücken et de Nancy sont liés d'amitiés ainsi que ceux de Kaiserslautern et de Metz, cela constitue un autre derby dans les tribunes.

### Groupes du supporters
De nombreux groupes de supporters existent. Boys, Clique Canaille, Nordsaarjugend, Supporters Club 1995 (SC95), Droogs, Grüwe Crew et Saarbagage sont les principaux groupes.